# Olympische Winterspiele 1964/Rennrodeln – Einsitzer (Frauen)
Der Rennrodel-Einsitzer der Frauen bei den Olympischen Winterspielen 1964 wurde am 30. Januar (Lauf 1), 31. Januar (Lauf 2), und 4. Februar (Lauf 3 und 4) auf der Bob- und Rodelbahn Igls ausgetragen. Am Start waren 17 Athletinnen aus 8 Ländern, von denen 13 in die Wertung kamen.
Die Spiele in Innsbruck markieren die Premiere im Rennrodeln als olympische Sportart. Auf der 880,80 m langen Bahn gewann das gesamtdeutsche Team Gold mit Ortrun Enderlein und Silber mit Ilse Geisler. Bronze ging an Helene Thurner aus Österreich.
Nach dem am Abend des 30. Januar gefahrenen ersten Lauf führte Enderlein vor Geisler, Tylová und Thurner. Im zweiten Lauf konnte sich Thurner auf Rang 3 verbessern, während Lanthaler in der «Mausefalle» zu Sturz kam, wobei sie in die Bahn zurückgeworfen wurde und hinunterrutschte. Ihre Rodel flog hinaus und traf eine Zuschauerin, die bewusstlos liegenblieb und in die Innsbrucker Universitätsklinik gebracht werden musste. Am Abschlusstag gingen die beiden deutschen Läuferinnen schnell und riskant in die Bahn, ihre Überlegenheit war eklatant.

## Rekorde
| Bahnrekord | Ortrun Enderlein | 50,87 s | Lauf 3 | 4. Februar 1964 |

## Ergebnis
| Rang | #  | Nation | Athletin           | 1. Lauf (s) | 2. Lauf (s) | 3. Lauf (s)   | 4. Lauf (s)   | Gesamt (min) |
| ---- | -- | ------ | ------------------ | ----------- | ----------- | ------------- | ------------- | ------------ |
| 1    | 17 | EUA    | Ortrun Enderlein   | 51,13       | 51,12       | 50,87         | 51,55         | 3:24,67      |
| 2    | 13 | EUA    | Ilse Geisler       | 51,28       | 51,48       | 51,20         | 53,46         | 3:27,42      |
| 3    | 5  | AUT    | Helene Thurner     | 52,08       | 52,08       | 52,42         | 52,48         | 3:29,06      |
| 4    | 12 | POL    | Irena Pawełczyk    | 52,81       | 52,42       | 52,47         | 52,82         | 3:30,52      |
| 5    | 4  | POL    | Barbara Gorgón     | 54,24       | 53,01       | 52,46         | 53,02         | 3:32,73      |
| 6    | 9  | TCH    | Oldřiška Hátlová   | 51,37       | 57,94       | 51,65         | 51,80         | 3:32,76      |
| 7    | 3  | AUT    | Friederike Matejka | 53,61       | 52,98       | 53,94         | 54,15         | 3:34,68      |
| 8    | 2  | POL    | Helena Macher      | 53,15       | 54,50       | 54,55         | 53,67         | 3:35,87      |
| 9    | 8  | TCH    | Hana Nesvadbová    | 53,56       | 53,45       | 54,67         | 54,42         | 3:36,10      |
| 10   | 6  | EUA    | Minna Blüml        | 56,87       | 53,80       | 52,33         | 53,32         | 3:36,32      |
| 11   | 10 | SUI    | Ursula Amstein     | 54,25       | 56,58       | 55,90         | 56,08         | 3:42,81      |
| 12   | 16 | SUI    | Elisabeth Nagele   | 55,28       | 55,10       | 57,61         | 55,30         | 3:43,29      |
| 13   | 11 | ITA    | Erica Prugger      | 55,24       | 87,28       | 54,98         | 55,69         | 4:13,19      |
|      | 1  | SUI    | Monika Luecker     | 55,03       | DNF         | ausgeschieden | ausgeschieden | DNF          |
|      | 14 | AUT    | Antonia Lanthaler  | 54,30       | DNF         | ausgeschieden | ausgeschieden | DNF          |
|      | 15 | ITA    | Erika Außendorfer  | 56,03       | DNF         | ausgeschieden | ausgeschieden | DNF          |
|      | 7  | USA    | Dee Hirschland     | 86,06       | DNS         | ausgeschieden | ausgeschieden | DNS          |